# Hans-Christoph Müller
Hans-Christoph Müller (* 23. Oktober 1949) ist ein ehemaliger deutscher Fußballspieler. Er spielte für die BSG Chemie Böhlen in den 1970er und 1980er Jahren in der DDR-Oberliga, der höchsten Spielklasse im DDR-Fußball.

## Sportliche Laufbahn
Vor seiner Zeit in Böhlen war Hans-Christoph Müller bei der Betriebssportgemeinschaft (BSG) Chemie Leipzig aktiv. Seine ersten Punktspiele im Männerbereich des höherklassigen Spielbetriebes bestritt er in der Saison 1970/71 mit der 2. Mannschaft der BSG Chemie in der zweitklassigen DDR-Liga. In den 30 ausgetragenen Punktspielen wurde er 26-mal eingesetzt. Da die 1. Mannschaft am Saisonende aus der Oberliga abstieg, musste die 2. Mannschaft in der drittklassigen Bezirksliga antreten. Daraufhin wechselte Müller zum DDR-Ligisten Chemie Böhlen. Dort war er bis zur Saison 1973/74 Stammspieler und verpasste in den drei Spielzeiten nur vier Punktspiele. In der Saison 1973/74 wurde er mit Böhlen in der DDR-Liga Staffelsieger und bestritt anschließend alle acht Aufstiegsspiele, in denen die Böhlener jedoch den Aufstieg verpassten. Nachdem Müller zu Beginn der Saison 1974/75 in fünf DDR-Liga-Spielen eingesetzt worden war, wurde er im November 1974 zum Wehrdienst in der Nationalen Volksarmee eingezogen. Nach seiner Entlassung aus dem Wehrdienst spielte er von der Saison 1976/77 an wieder für die BSG Chemie Böhlen. Diese wurde in dieser Spielzeit wieder Ligastaffelsieger und schaffte diesmal den Aufstieg in die Oberliga. Müller war daran mit zehn Punktspieleinsätzen und acht Qualifikationsspielen beteiligt. In seiner ersten Oberligasaison wurde er bis zum sechsten Spieltag regelmäßig als Abwehrspieler eingesetzt, verletzte sich aber am sechsten Spieltag, sodass er vier Wochen pausieren musste. Am Saisonende war er schließlich auf 17 Oberligaspiele gekommen. 1978/79 wurde Müller, weiterhin in der Abwehr spielend, in 19 Oberligaspielen eingesetzt. Böhlen schaffte diesmal den Klassenerhalt nicht und spielte 1979/80 wieder in der DDR-Liga. Dort konnte Müller nur zehn Begegnungen absolvieren, erreichte aber mit der Mannschaft erneut die Aufstiegsrunde, in der er sieben der acht Spiele bestritt und damit zum sofortigen Wiederaufstieg beitrug. In seiner zweiten Oberligasaison konnte er nur in den ersten drei Punktspielen mitwirken, danach kam er nur noch in unregelmäßigen Abständen in sechs weiteren Oberligaspielen zum Einsatz. Am Ende der Spielzeit 1980/81 stieg die BSG Chemie Böhlen erneut aus der Oberliga ab.
Müller verließ darauf Böhlen und wechselte zum DDR-Ligisten Stahl NW Leipzig. Dort konnte er sich 1980/81 mit 21 Einsätzen in den 22 DDR-Ligaspielen als Stammspieler durchsetzen, doch die Stahlwerker stiegen anschließend in die Bezirksliga ab. Nach einem Jahr in der Drittklassigkeit stiegen sie unter Mitwirkung von Müller umgehend wieder auf, um anschließend sofort wieder abzusteigen. Die Saison 1983/84, in der Müller noch einmal 19 DDR-Liga-Spiele bestritt, war seine letzte Spielzeit im landesweiten Spielbetrieb. Nach 13 Spielzeiten konnte er auf 45 Oberligaspiele verweisen, in denen er als Defensivspieler ohne Torerfolg blieb. In der DDR-Liga brachte er es auf 151 Einsätze, in denen er 1971/72 zwei Tore und 1983/84 ein Tor erzielte. Außerdem wirkte er in 23 Aufstiegsspielen zur Oberliga mit.